# Mattestjärnen, Hälsingland
Mattestjärnen är en sjö i Ovanåkers kommun i Hälsingland och ingår i Ljusnans huvudavrinningsområde. Mattestjärnen ligger i Sässmanområdet Natura 2000-område.